# Paulo Sérgio Luiz de Souza
Paulo Sérgio Luiz de Souza, noto semplicemente come Paulo Sérgio (Rio de Janeiro, 11 giugno 1989), è un calciatore brasiliano, attaccante del Náutico.

## Carriera
Nel 2006 fu campione statale a livello giovanile con il Flamengo.
Un anno più tardi, a 17 anni d'età, debuttò tra i professionisti durante il Campionato Carioca 2007. Nello stesso anno, sebbene non giocasse da titolare, fu utilizzato durante la Copa Libertadores e il campionato brasiliano.

## Palmarès

### Club

#### Competizioni statali
- Campionato Carioca: 3

Flamengo: 2007, 2008, 2009
- Taça Guanabara: 2

Flamengo: 2007, 2008
- Taça Rio: 1

Flamengo: 2009